# 1990年亞洲冬季運動會
第二届亞洲冬季運動會於1990年3月9日至14日在日本札幌举行。
印度原本預計舉辦第二届亞洲冬季運動會，但之後遭遇財務困難，主辦權移轉給日本札幌。

## 奖牌榜
| 排名 | 国家／地区  | 金牌 | 银牌 | 铜牌 | 總數 |
| ---- | ----------- | ---- | ---- | ---- | ---- |
| 1    | 日本（JPN） | 18   | 16   | 13   | 47   |
| 2    | 中国（CHN） | 9    | 9    | 8    | 26   |
| 3    | 韩国（KOR） | 6    | 7    | 8    | 21   |
| 4    | 朝鲜（PRK） | 0    | 1    | 4    | 5    |
| 5    | 蒙古（MGL） | 0    | 0    | 1    | 1    |
| 总计 | 总计        | 33   | 33   | 34   | 100  |

## 参賽国家及地区
| - 中国（73） - 香港（5） - 中华台北（5） - 印度（12） - 伊朗（10） | - 日本（80） - 蒙古（7） - 朝鲜（54） - 菲律宾（1） - 韩国（63） |